# Малавийская епархия
Епархия Александрийской Православной Церкви на территории Малави.
Образована решением Священного синода Александрийского Патриархата от 26 ноября 2018 года, путём выделения из состава Замбийской митрополии.
Правящий архиерей: Фотий (Хаджиантониу)
Источники: